# Indophyllia
Genre
Indophyllia est un genre éteint de scléractiniaires (coraux durs). Bien que parfois assigné à la famille des Mussidae, ce genre est actuellement considéré comme de position incertaine au sein de l'arbre phylogénique des coraux durs.

## Liste des espèces
Le genre Indophyllia comprend les espèces suivantes :
| Selon World Register of Marine Species (24 juillet 2015) : - Indophyllia cylindrica Gerth, 1921 † | Selon ITIS (24 juillet 2015) : - Indophyllia macassarensis Best & Höksema, 1987 |

## Publication originale
- Gerth : « Coelenterata. Anthozoa ». in Martin, 1921 : « Die Fossilien von Java auf Grund einer Sammlung von Dr. R.D.M. Verbeek und von Anderen ». Sammlungen des Geologischen Reichs-Museums in Leiden, vol. 1, n. 2, pp. 387-445.